# Pam Buckingham
Pour les articles homonymes, voir Buckingham.
Pam Buckingham, connue aussi sous le nom de naissance de Pam Guy et Pam Davis est une joueuse de squash représentant la Nouvelle-Zélande. Elle est championne de Nouvelle-Zélande à cinq reprises entre 1969 et 1978.

## Biographie
Pam Buckingham, qui a porté plusieurs noms de famille au cours de sa carrière, grandit à Cambridge et commence par jouer au tennis avant de passer au squash. Elle est membre de l'équipe nationale néo-zélandaise entre 1968 et 1979. Elle fait partie du tableau principal des championnats du monde 1979 mais s'incline au premier tour face à Lesley Moore. Elle remporte le championnat national de Nouvelle-Zélande pour la première fois en 1969, après avoir perdu en finale en 1967 et 1968, et réitère ce succès en 1971, 1973, 1975 et 1978, terminant l'année à la première place du classement national ces années-là. En 1976, elle remporte l'Open de Nouvelle-Zélande en battant en finale sa rivale de toujours, Jenny Webster.
En 2011, Pam Davis est intronisée au New Zealand Squash Hall of Fame. Elle travaille dans le secteur bancaire et comptable pendant de nombreuses années et dirige une entreprise de chauffage par le sol jusqu'au milieu des années 2010.

## Palmarès

### Titres
- Championnats de Nouvelle-Zélande : 5 titres (1969, 1971, 1973, 1975, 1978)